# Laluña Machado
Laluña Gusmão Machado, mais conhecida como Laluña Machado, é uma historiadora e pesquisadora brasileira da área de histórias em quadrinhos, considerada uma das maiores especialistas acadêmicas sobre o super-herói Batman no Brasil. 

## Carreira
Graduada em História pela Universidade Estadual do Sudoeste da Bahia, também é coordenadora do Grupo de Estudos e Pesquisas Sonia Luyten (ligado à Gibiteca de Santos), membro do Observatório de Histórias em Quadrinhos e da Associação de Pesquisadores em Arte Sequencial (ASPAS) e editora do portal de cultura pop Minas Nerds.
Em 2019, ao lado da pesquisadora Dani Marino, lançou o livro Mulheres & Quadrinhos (editora Skript), reunindo 120 mulheres envolvidas com quadrinhos no Brasil, que participam com HQs, entrevistas, depoimentos e textos acadêmicos. A parte acadêmica do livro foi disponibilizada gratuitamente em forma de e-book no ano seguinte. 
Também em 2020, Laluña colaborou com o livro O Homem que Ri (sobre o vilão de HQs Coringa) e foi coautora (ao lado do pesquisador Diego Moreau) do livro História dos Quadrinhos: Estados Unidos, que aborda toda a história dos quadrinhos nos Estados Unidos, da criação do Yellow Kid, considerado o marco zero dos quadrinhos no mundo, até hoje. Ambos os livros também foram publicados pela editora Skript.
Laluña também atua como curadora de exposições voltadas para a valorização da história dos quadrinhos e da representatividade de gênero na cultura pop. Em 2024, organizou a mostra Quadrinho É Coisa de Mulher na Biblioteca Municipal Alberto Sousa, em Santos, destacando a contribuição de autoras e personagens femininas nas HQs. Ainda em 2024, foi responsável pela curadoria da exposição Batman 85 Anos, realizada na Gibiteca Marcel Rodrigues Paes, apresentando edições e conteúdos sobre o personagem, celebrando sua importância cultural ao longo das décadas.

## Prêmios
Em 2020, Laluña ganhou o Troféu HQ Mix nas categorias "Livro teórico" e "Publicação mix", ambas pelo livro Mulheres & Quadrinhos.